# Heliura elongata
Heliura elongata är en fjärilsart som beskrevs av Rothschild 1912. Heliura elongata ingår i släktet Heliura och familjen björnspinnare. Inga underarter finns listade i Catalogue of Life.